# SpaceX CRS-33
SpaceX CRS-33 eller SpX-33 är en planerad flygning till Internationella rymdstationen med SpaceX:s rymdfarkost Dragon 2. Farkosten kommer skjutas upp av en Falcon 9-raket, från Cape Canaveral SLC-40, i slutet av augusti 2025.
Målet med flygningen var att leverera förnödenheter och utrustning till rymdstationen. Farkosten kommer även flyga med extra bränsle i trunken för att kunna manipulera rymdstationens omloppsbana runt jorden.